# Insatsvärde
Insatsvärde, värde för daglig exponering av vibration, A(8), som innebär krav på insatser från arbetsgivaren om det överskrids. För helkroppsvibration är insatsvärdet 0.5 m/s² frekvensvägd acceleration. För hand-arm vibration är insatsvärdet 2.5 m/s² frekvensvägd acceleration. Insatsvärde ska inte blandas ihop med det hygieniska gränsvärdet, även kallat Exponeringsgräns, vilket anger en nivå som är olaglig att överskrida.
Om insatsvärdet för hand-armvibration överskrids är arbetsgivaren skyldig att anordna Medicinska kontroller i arbetslivet (fram tom 241231 AFS 2019:3, efter 250101 AFS 2023:10). Arbetsgivaren skall dessutom göra en åtgärdsplan för att minska vibrationsexponeringen.